# پاراکو، بنین
پاراکو (به فرانسوی: Parakou) شهری در استان بورگو واقع در کشور بنین است که در سال ۱۹۹۲ میلادی ۱۰۳٬۵۷۷ نفر جمعیت داشته و جمعیت آن در سال ۲۰۰۵ میلادی به ۱۶۳٬۷۵۳ نفر رسیده‌است.